# 神殿の丘

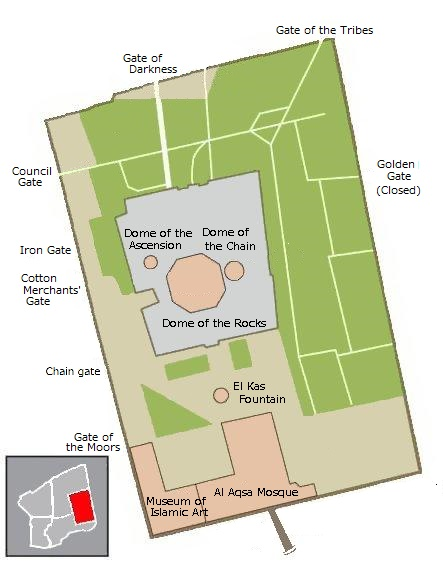

神殿の丘（しんでんのおか）は、エルサレム旧市街にある、ユダヤ教、イスラム教、キリスト教の聖地。ユダヤ教においてはヘブライ語でהַר הַבַּיִת（ハー ハバイッツ・ハー ハバイト、「神殿の丘」の意; 英語: Temple Mount）、イスラム教においてはアラビア語で الحرم الشريف（アル＝ハラム・アッシャリーフ、「高貴なる聖所、（聖域）」の意; 英語: Noble Sanctuary）と呼ばれる。
ただし礼拝が許されているのはムスリム（イスラム教徒）だけで、他の宗教の信者は訪問のみが認められている。そのムスリムも、東エルサレムを支配するイスラエルの国際法で違法とされる併合によって、年齢や性別、居住地、法的身分の所属で長年入域を制限されている。
擁壁に囲まれた14ヘクタールの境内には、イスラム教の聖地である岩のドーム（西暦690年）、鎖のドーム、昇天のドーム、アル＝アクサー・モスク（西暦710年）が建っている。
かつて境内に建てられていたが現存しない第一エルサレム神殿 (紀元前957年 - 紀元前586年）と第二エルサレム神殿（紀元前515年 - 西暦70年）を最も神聖な建物とするユダヤ教では、現在では教徒が擁壁境内では宗教活動ができないため、神殿が立っていた場に最も近づける西側外壁（Western Wall、通称「嘆きの壁」）で祈りを捧げている。
1187年以降はイスラム教信託基金団体である様々なワクフが境内の維持管理を担っていたが、1948年以降はヨルダンのワクフが資金提供を含めた維持管理の運営を担っている一方で、警備はイスラエルが行っている。

## 歴史
この場所には紀元前10世紀頃、ソロモン王によりエルサレム神殿（第一神殿）が建てられた。しかし、紀元前587年、バビロニアにより神殿は破壊される。その後、紀元前515年に第二神殿が再建されるが、西暦70年に今度はローマ帝国によりエルサレム攻囲戦が行われ、再び神殿は破壊された。
神殿が健在だった時代は、中庭への立ち入りを異邦人（非ユダヤ教徒）は禁止されていたのはもちろん、ユダヤ人の立ち入りも「死体の不浄_(ユダヤ教)」の禁忌により制限され、浄化には「赤い未経産牛」の灰が必要とされた。
イスラム教王朝の時代に、残されたエルサレム神殿の石壁の上に更に石垣を築きその上に岩のドームなどが築かれた。現在も残るエルサレム神殿の外壁（神殿の丘の西側外壁の一部）がユダヤ教の聖地「嘆きの壁」である。
ヨルダン支配下の東エルサレム（1948年～1967年）では、ユダヤ人は旧市街への立ち入りを禁じられていた。
1967年の第三次中東戦争でイスラエルが東エルサレムを占領すると、神殿の丘もまたイスラエルの実効支配に置かれた。しかし、国際法上イスラエルの占領が認められていない状況で、アラブ・イスラム世界との外交関係や国際世論の動向に配慮する形で、「現状維持_(エルサレム・ベツレヘム)」の妥協が成立した。管理はイスラム教指導者により行なわれ、ヨルダン政府のワクフ管理局の権限を認める。礼拝など宗教的な行為はムスリムのみ行え、ユダヤ教徒とキリスト教徒は禁止される）。ムスリムの礼拝中は、他宗の教徒は入場しない。イスラエル政府は安全保障にのみ介入し、内部への部隊展開は有事に限るとした。ユダヤ教の首席ラビ庁は、「赤い未経産牛」が入手できないなどの理由から、従来通りユダヤ教徒の礼拝は禁止し、入場も非推奨とした。
1993年にオスロ合意が結ばれると、イスラエルの宗教シオニストなどから、神殿の丘がパレスチナ（ムスリム）支配下になるかも知れないという危機感が生まれた。相前後して、従来のラビ見解と異なり、積極的な礼拝で宗教活動の復興とイスラエル主権貫徹を行わなければならないという主張が盛んになった。イスラエル政府も、パレスチナ自治政府（パレスチナ国）の域内活動を原則として認めなかった。1996年、ユダヤ人入植地管轄のイエシャ・ラビ評議会は、神殿の丘への入場は、「特別な儀式による浄化」の条件付きながら、「許容されるどころかむしろ推奨される」との決定を下した。
2000年9月28日、イスラエルの右派政党リクードのアリエル・シャロン党首が神殿の丘を訪問。これに反発したパレスチナ人によりアル＝アクサ・インティファーダ（第2次インティファーダ）が勃発し、この暴力の応酬によりキャンプ・デービッド合意は事実上、破綻している。
2015年から2020年まで公安相を務めたギラド・エルダン（国民自由運動）により、ユダヤ人の入場はさらに増加した。礼拝も目立たない形なら黙認されるようになった。そして従来とは逆に、テロ対策などの名目で「40歳未満の男性」などに当てはまるムスリムの入場を規制するようになった。さらに2019年8月11日、従来はユダヤ人の入場が禁止されていたムスリムの礼拝中に、右翼閣僚や議員などの要求で入場する事件が発生。投石などを行ったムスリムとイスラエル治安当局の衝突が起こり、双方あわせて65人が負傷した。エルダン公安相は、従来の「現状維持」は「不正義」であり、ユダヤ人の礼拝を外交努力で認めさせる必要があると主張した。また、エルダン公安相によると、8月11日のユダヤ人入場者は1729人と一日あたり過去最高を更新した。
また、「赤い未経産牛」の品種を特定し、現在に再興する活動も行われている。2022年、米国で育てられた「赤い未経産牛」がイスラエル（厳密にはイスラエル占領下のヨルダン川西岸地区）に輸入され、ガッシュ・エツィオン地域評議会のラビであるヨセフ・ズヴィ・リモン・ラビによって、「コーシャ（適正）」と認定された。
2023年1月3日、イスラエルの右派政党「ユダヤの力」党首であるイタマル・ベン-グヴィル国家治安大臣が訪問し、パレスチナ自治政府やイスラム諸国、イスラム協力機構が非難し、アントニオ・グテーレス国連事務総長も「聖地で緊張を高める行為は控えてもらいたい」と批判した。アメリカ合衆国やイギリス、フランスの大使館も現状変更への懸念を表明し、イスラエル首相府は同3日、閣僚の訪問は従来もあったとしたうえで、「いかなる変更も行なわない」と声明した。同5日には国際連合安全保障理事会緊急会合が開かれて各国から懸念が表明されたが、イスラエルは「訪問は認められている」と回答した。ベングビールは神殿の丘でのユダヤ教徒の礼拝容認を要求してきた。

## ギャラリー

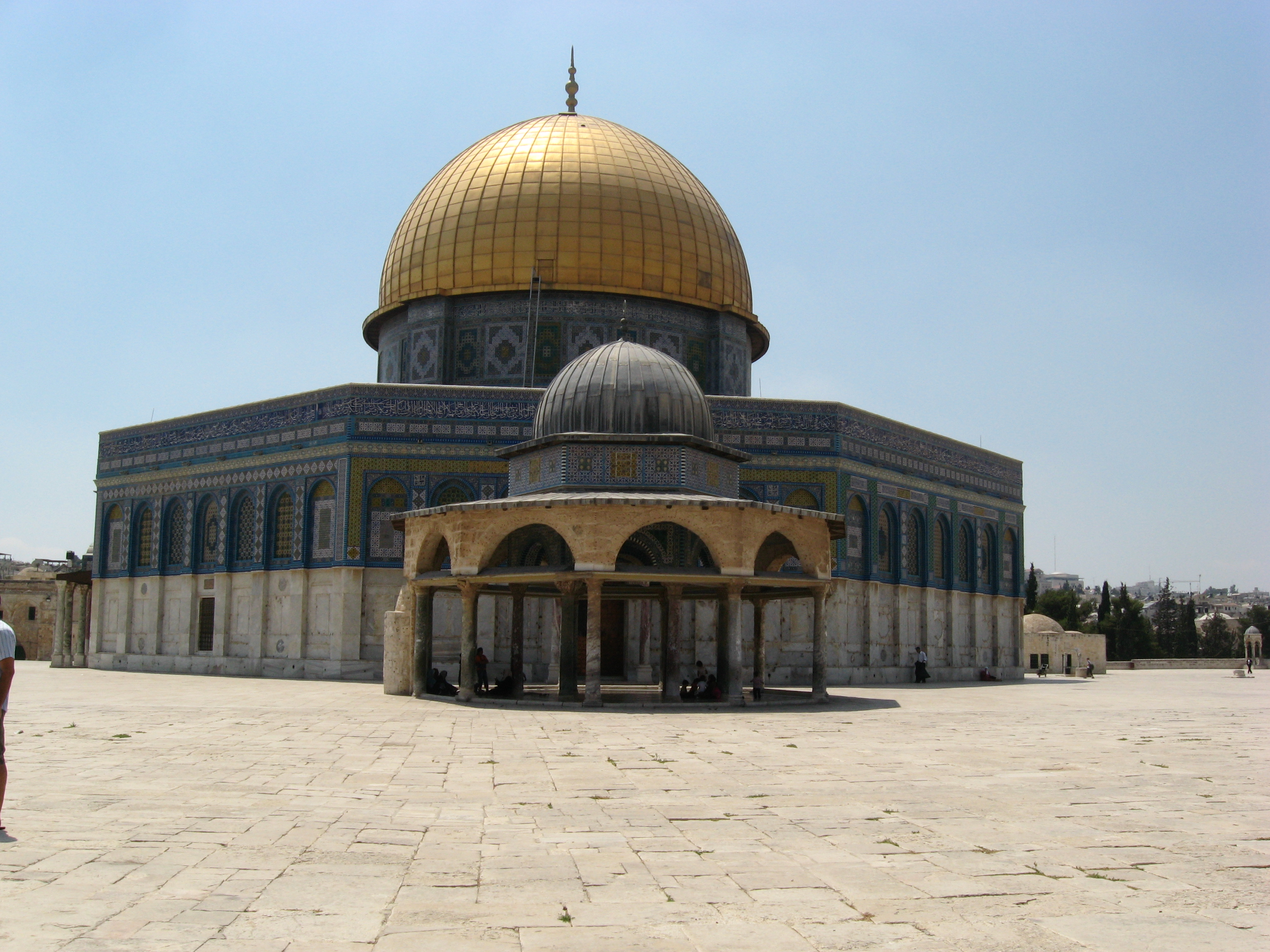
岩のドーム
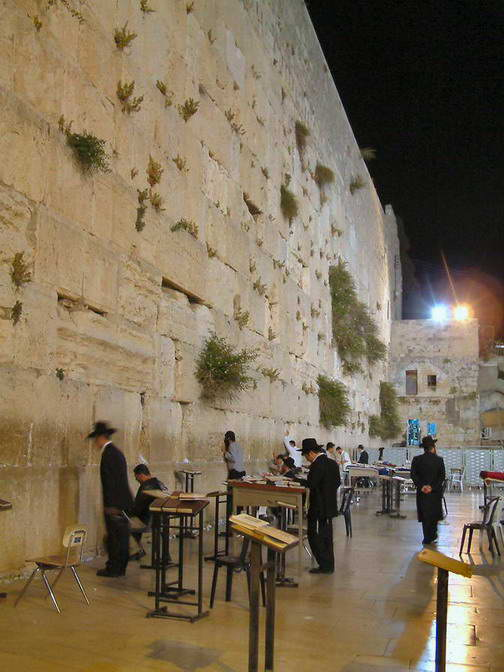
安息日に嘆きの壁に集まる人々
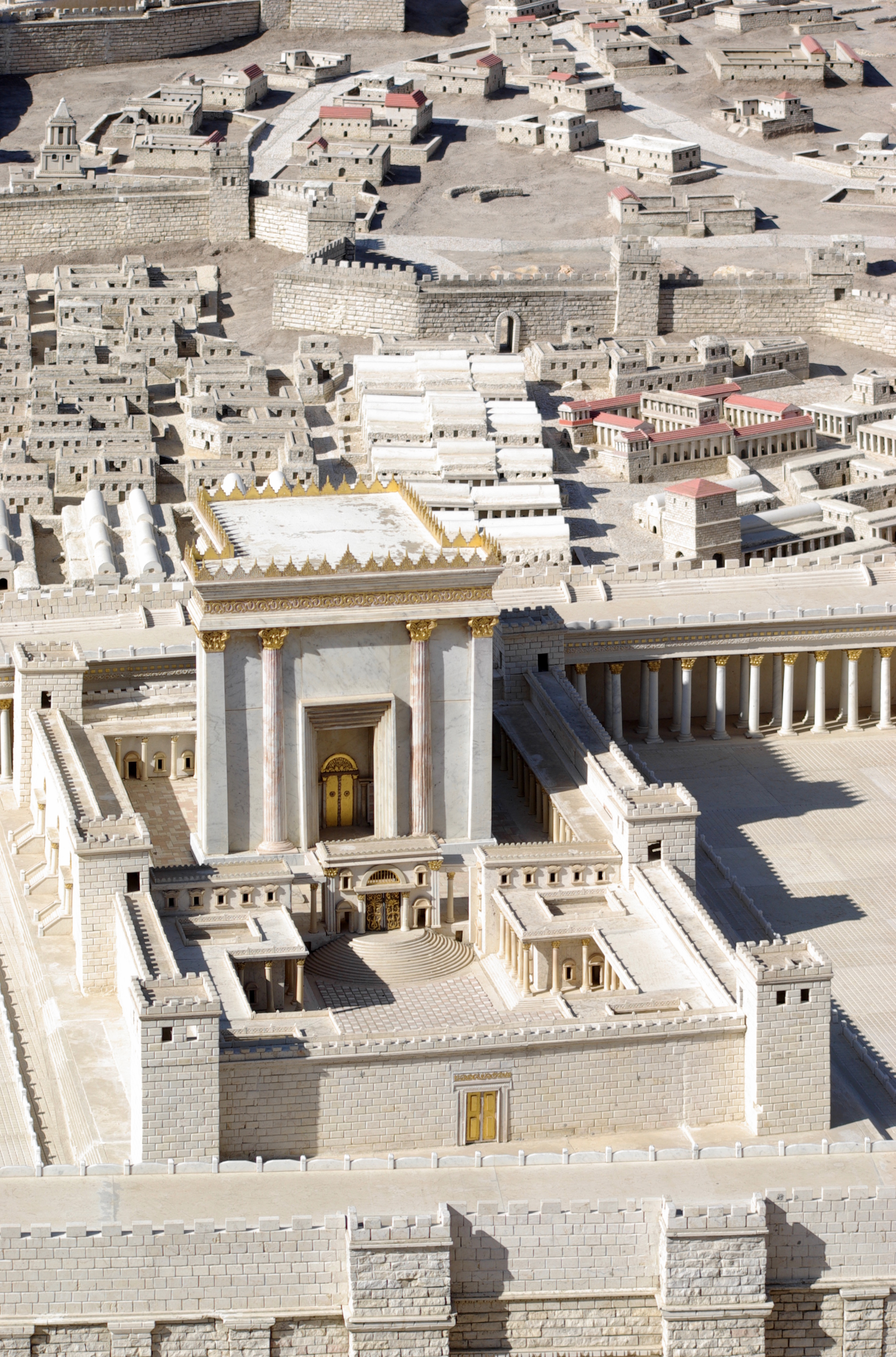
第二神殿の再現模型
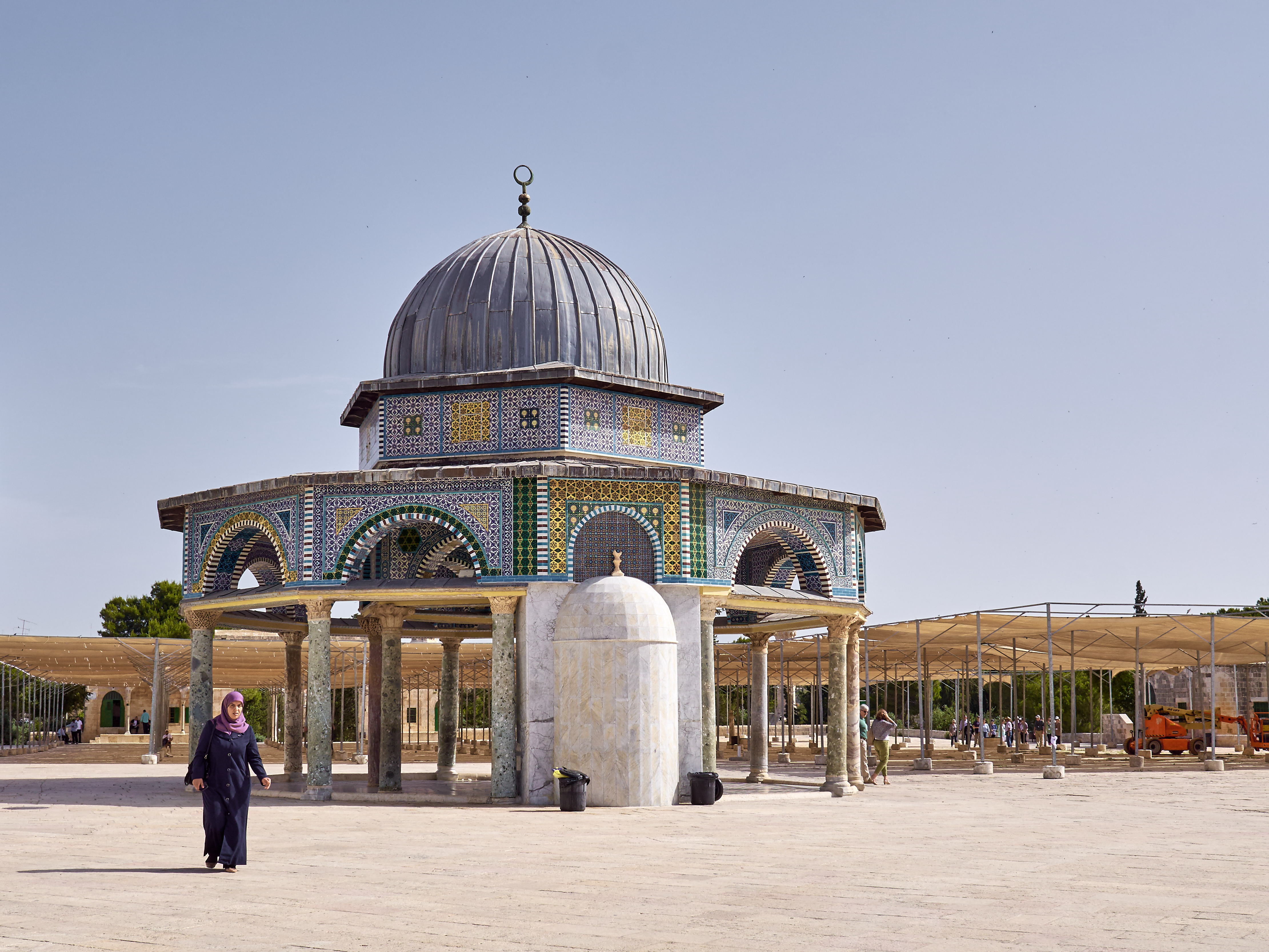
鎖のドーム
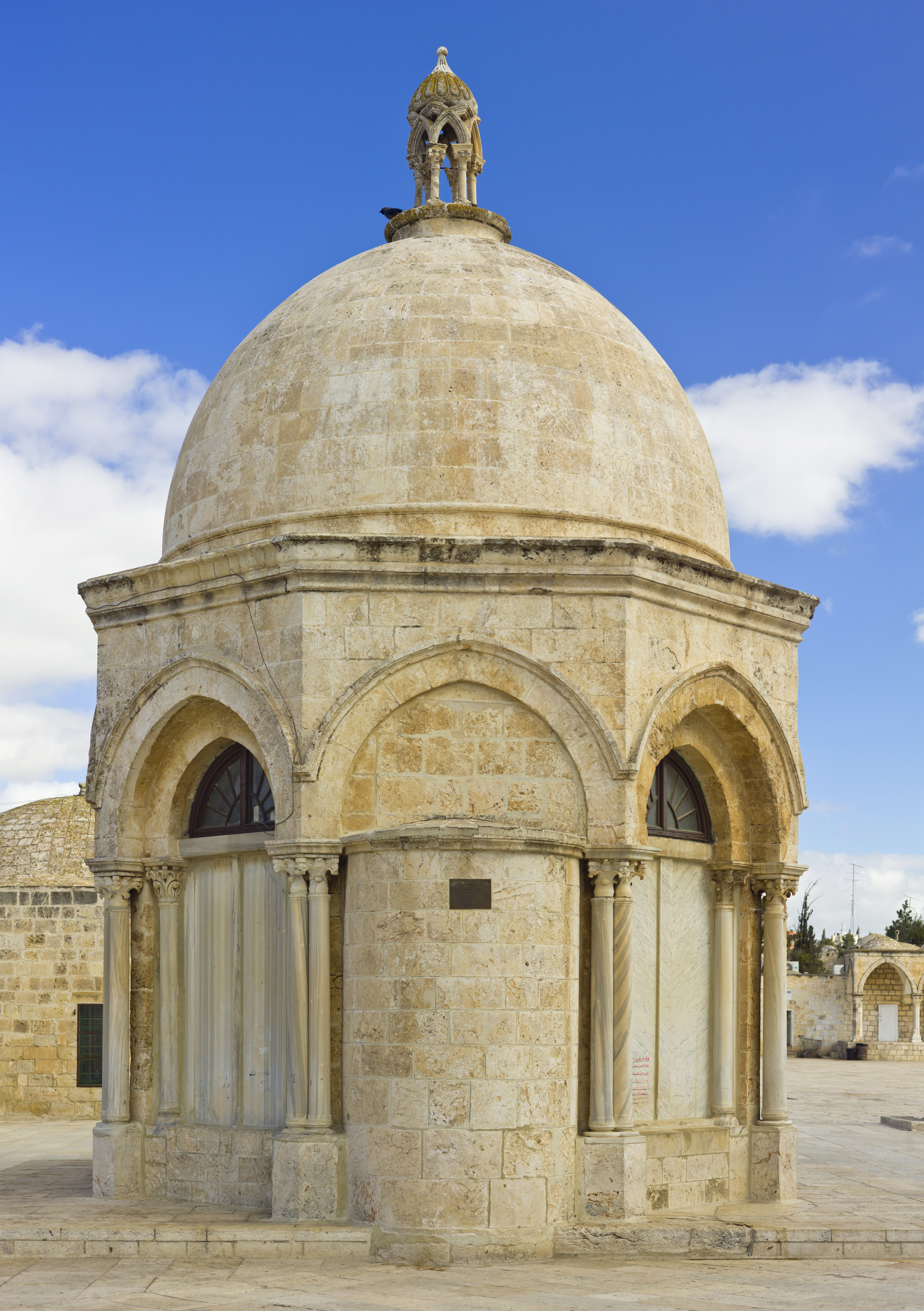
昇天のドーム
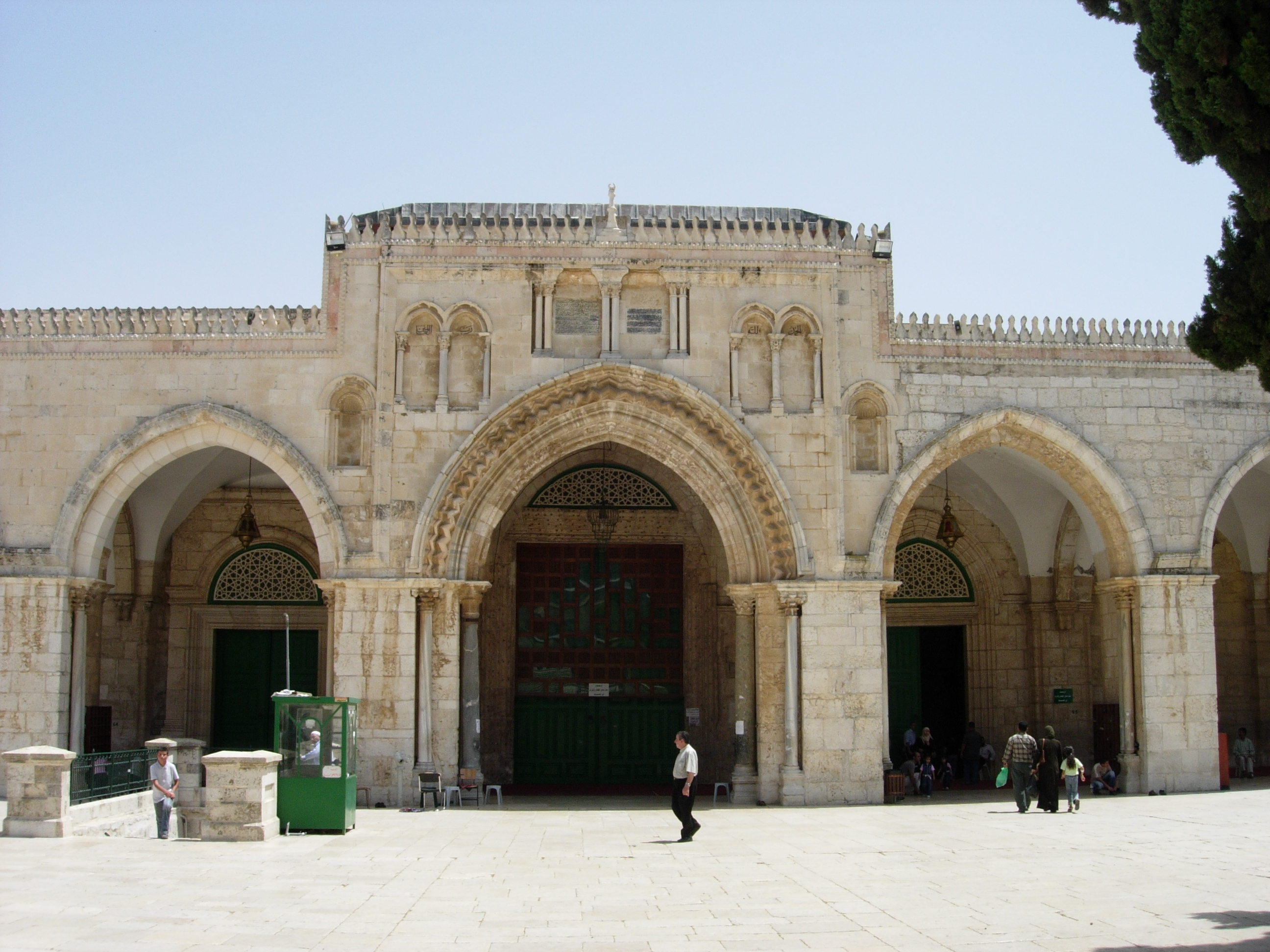
アル＝アクサー・モスクのファサード